# Tony Salmelainen
Tony Salmelainen (* 8. August 1981 in Espoo) ist ein ehemaliger finnischer Eishockeyspieler, der im Laufe seiner Karriere für den HIFK Helsinki und Ilves Tampere in der SM-liiga, den Genève-Servette HC in der National League A sowie verschiedene weitere Klubs in Europa und Nordamerika aktiv war.

## Karriere
Tony Salmelainen begann seine Karriere bei den Junioren von Kiekko-Espoo, bevor er kurz nach Beginn der Saison 1997/98 in den Nachwuchsbereich des HIFK Helsinki wechselte. Er wurde im NHL Entry Draft 1999 in der zweiten Runde als 41. von den Edmonton Oilers ausgewählt.
In der Saison 1999/00 lief er das erste Mal für die Herrenmannschaft des HIFK in der finnischen SM-liiga auf und erzielte in seinem ersten Spiel ein Tor, musste aber wegen einer Verletzung aus demselben Spiel für die gesamte restliche Saison aussetzen. Nach 19 Partien der folgenden Saison wechselte er für zwei Jahre zu Ilves Tampere.
In der Saison 2003/04 spielte Salmelainen zum ersten Mal in der NHL für die Edmonton Oilers. 2005 kehrte er nach Europa zurück, spielte wieder beim HIFK und war in der Saison 2005/06 einer der erfolgreichsten Spieler der SM-liiga. Salmelainen machte Schlagzeilen, als er in der Saison 2005/06 in einem Spiel gegen HPK vom Eis geschickt wurde und aus Wut einen Mülleimer durch einen Korridor zu den Umkleidekabinen warf. Dabei traf er den Busfahrer seines Teams am Kopf. Salmelainen wurde von der Polizei verhört und erhielt eine Spielsperre über zwei Spiele.
Am 26. Januar 2006 tauschten die Edmonton Oilers Salmelainen gegen den Verteidiger Jaroslav Špaček von den Chicago Blackhawks. Für die Blackhawks absolvierte Salmelainen die Saison 2006/07. Am 16. Juni 2007 wurde Salmelainen zusammen mit Jassen Cullimore zu den Montréal Canadiens transferiert, die Sergei Samsonow abgaben. Kurz darauf kauften die Canadiens Salmelainen aus seinen Vertrag heraus.
Am 31. August 2007 unterschrieb er einen Einjahresvertrag bei den Toronto Maple Leafs, die ihn aber ausschließlich im Farmteam einsetzten. Daher brach Salmelainen den Vertrag und kehrte nach Europa zurück, wo er für Lokomotive Jaroslawl in der Superliga spielte.
In der Spielzeit 2009/10 war er PostFinance-Topskorer des HC Servette Genève und erreichte mit dem Verein die Schweizer Vizemeisterschaft. In der Finalserie wurde er im fünften Spiel nach einem brutalen Check an Etienne Froidevaux mit einer Matchstrafe und einer Sperre über vier Spiele belegt, so dass er in den letzten beiden Finalspielen nicht mehr spielen durfte.
Im November 2013 beendete er seine Karriere aufgrund einer Verletzung. Seit 2014 ist er Trainer von CP Meyrin aus einer regionalen Schweizer 2. Liga.

## Erfolge und Auszeichnungen
| - 2005 AHL All-Star Classic - 2006 Lasse-Oksanen-Trophäe - 2006 Aarne-Honkavaara-Trophäe | - 2006 Veli-Pekka-Ketola-Trophäe - 2006 Kultainen kypärä |

### International
- 1999 Goldmedaille bei der U18-Junioren-Weltmeisterschaft
- 2001 Silbermedaille bei der U20-Junioren-Weltmeisterschaft

## Karrierestatistik
(Legende zur Spielerstatistik: Sp oder GP = absolvierte Spiele; T oder G = erzielte Tore; V oder A = erzielte Assists; Pkt oder Pts = erzielte Scorerpunkte; SM oder PIM = erhaltene Strafminuten; +/− = Plus/Minus-Bilanz; PP = erzielte Überzahltore; SH = erzielte Unterzahltore; GW = erzielte Siegtore; 1 Play-downs/Relegation; Kursiv: Statistik nicht vollständig)